# Lorenzo da Viterbo

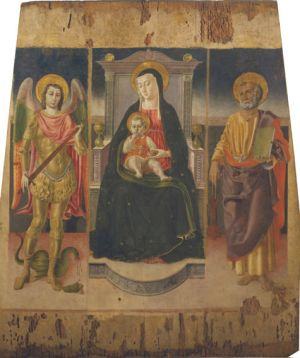
La tavola della Madonna col Bambino di Cerveteri

Lorenzo di Jacopo di Pietro Paolo da Viterbo (1444 (?) – post. 1476) è stato un pittore italiano attivo a Viterbo dal 1469 al 1472.

## Biografia
Le notizie biografiche su di lui sono alquanto scarse. Indubbiamente è stato uno dei protagonisti, accanto ad Antoniazzo Romano, della pittura della regione romana nella seconda metà del Quattrocento.
Sappiamo dal cronista viterbese Niccolò della Tuccia che “Maestro Lorenzo figliolo di Jacopo di Pietro Paulo” abitava “alla porticella, la quale va alla chiesa della Trinità in piano di Santo Faustino”. 
Nel 1459 c. fu probabile assistente di Piero della Francesca negli affreschi della Cappella d'Estouteville in S. Maria Maggiore, a Roma. 
Nel 1464-66 circa eseguì gli affreschi della loggia (Uomini illustri) e della cappella (Storie di Cristo) nel Palazzo Orsini di Tagliacozzo per i duchi Napoleone e Roberto, feudatari di Alfonso d'Aragona. Appose la sua firma sulle colonne del loggiato: un monogramma che fonde insieme le lettere del suo nome: LAURENTIUS.
Nel 1468-69 realizzò, non ancora venticinquenne, il suo capolavoro: gli affreschi con Storie della Vergine nella cappella della famiglia Mazzatosta in Santa Maria della Verità a Viterbo. La scena dello Sposalizio della Vergine è un insuperato ritratto collettivo dei cittadini più eminenti della Viterbo del tempo, tra i quali figurava il citato Niccolò della Tuccia. Lorenzo mostra una conoscenza aggiornata non solo del suo nume tutelare, Piero della Francesca, ma anche dell'avanguardia degli artisti fiorentini (Andrea del Castagno, Alesso Baldovinetti, Maso Finiguerra, Antonio Pollaiolo), e cita fonti trecentesche senesi (in particolare gli affreschi di Lippo Vanni nell'eremo di S. Leonardo al Lago).
Nel 1472, firma la sua ultima opera nota, la pala d'altare per la Chiesa di Santa Maria Maggiore a Cerveteri, raffigurante la Madonna e i Santi Michele e Pietro, oggi conservata nella Galleria nazionale di Palazzo Barberini a Roma. 
L'ultima notizia su di lui risale al 1473: il pittore è a Firenze, come attesta una lettera del cardinale senese Jacopo Ammannati Piccolomini, il quale raccomanda il pittore a Lorenzo il Magnifico e lo loda per certi "fregi" che ha fatto per lui (forse nella villa del porporato a Monsindoli, alle porte di Siena).

## Opere
- 1459 - probabile collaborazione con Piero della Francesca negli affreschi della cappella d'Estouteville in S. Maria Maggiore, a Roma (sopravvivono frammentari, nella volta, gli Evangelisti e un Cristo in pietà)
- 1464-66 ca. – affreschi nel Palazzo Orsini di Tagliacozzo (cappella e loggia degli Uomini illustri), oggi nel Museo d'arte sacra Marsicana di Celano
- 1468-69 - Ciclo di affreschi con Storie della Vergine (alle pareti) ed Evangelisti (nella volta) nella cappella della famiglia Mazzatosta in Santa Maria della Verità a Viterbo
- 1472 - Pala d'altare nella chiesa di Santa Maria Maggiore raffigurante la Madonna e i santi Michele e Pietro.